# HOCUS POCUS
HOCUS POCUS專輯，為木村KAELA個人通算第5張專輯，於2009年6月24日由哥倫比亞音樂發行。

## 解說
- 距離前作「+1」專輯1年多的專輯。
包含單曲「Moustache（俏鬍子）」「どこ（哪裡）」「BANZAI」，及其C/W曲「phone」「HOCUS POCUS」也收錄。
- 初回盤付DVD內容收錄：三支單曲之PV、sakusaku一週限定主持之特別篇映像、BANZAI音樂錄影帶花絮。且初回盤與通常盤封面不同。

## 曲目
1. Dear Jazzmaster '84
  - 詞：木村KAELA、4106、渡边忍 曲/製作：4106
2. Moustache (俏鬍子)(album ver.) 
  - 詞：木村KAELA 曲/製作：AxSxE
3. Phone
  - 詞：木村KAELA、渡边忍 曲/製作：渡边忍
4. 乙女 echo
  - 詞：木村KAELA 曲/製作：藤田勇
5. Butterfly
  - 詞：木村KAELA 曲/製作：末光笃
6. どこ
  - 詞/曲/製作：渡边忍
7. 'HOCUS POCUS'
  - 詞：木村KAELA 曲/製作：ミト
8. Another World
  - 詞：木村KAELA 曲/製作：會田茂一
9. season
  - 詞：木村KAELA 曲/製作：AxSxE
10. キミニアイタイ（想見你啊）
  - 詞：木村KAELA 曲/製作：高本和英
11. Jeepney
  - 詞：木村KAELA 曲/製作：西井镜悟
12. BANZAI (album ver.) 
  - 詞：木村カエラ 曲：木幡太郎 製作：avengers in sci-fi
13. Super girl
  - 詞：木村カエラ 曲/製作：茑谷好位置
14. Today
  - 專輯中的隱藏歌曲，大約在第13首歌撥完後3分鐘可聽見。